# Seftigen (gemeente)
Seftigen is een gemeente en plaats in het Zwitserse kanton Bern, en maakt deel uit van het district Thun.
Seftigen telt 2.221 inwoners.